# Formigal
Formigal, officieel Aramón Formigal-Panticosa, is een skigebied in de Aragonese Pyreneeën in het noordoosten van Spanje, nabij het dorp Sallent de Gállego in de bovenste Tena-vallei in de provincie Huesca.
Formigal-Panticosa heeft 182 km gemarkeerde pistes verdeeld over 12 groene, 36 blauwe, 52 rode en 42 zwarte skipistes. Men kan met 22 stoeltjesliften, 8 skiliften en 10 transportbanden 53.497 skiërs per uur transporteren. Het hoogste punt is de Tres Hombres piek op 2.250 m boven de zeespiegel, met een verticale daling van 740 m. Het grootste deel van de hellingen ligt op het noorden en noordoosten.
Het centrum van het resort is een speciaal gebouwde nederzetting met verschillende hotels en appartementen op 1.500 m hoogte. Vanaf daar biedt een stoeltjeslift met 8 zitplaatsen de belangrijkste toegang tot het resort. Vóór 2004 werd deze toegang verzorgd door een gondel, door de gebruikers informeel "el huevo" (het ei) genoemd. Het resort zelf beslaat vijf verschillende hoge bergdalen en definieert drie sectoren: Tres Hombres (Sextas), Izas-Sarrios, Anayet, El Portalet en "Panticosa". Elke vallei is bereikbaar met de auto en een busdienst, met een parkeerplaats en servicegebied aan de voet van waaruit de stoeltjesliften vertrekken.
Formigal was in 2008 gastheer van de FIS wereldkampioenschappen alpineskiën voor junioren, die eind februari dat jaar werden gehouden. Voor de kampioenschappen werd in het skigebied een nieuw lawinepreventiesysteem geïnstalleerd.
In 2014 werd het skigebied gefuseerd tot Aramón Formigal-Panticosa door de samenvoeging van de infrastructuur van Aramón Formigal en het naastliggende Aramón Panticosa.
Het Spaans GR-pad GR 11 ook gekend als de Ruta Transpirenaica die de Pyreneeën van west naar oost dwarst, loopt door Formigal. Het skioord ligt aan de Autovia 136, de A-136 die Sallent de Gallego met de Franse grens verbindt.
Het skioord was de startplaats van de dertiende etappe van de Ronde van Spanje 2023.